# Aconcagua (fiume)

I fiumi Aconcagua e Maipo

L'Aconcagua è un fiume del Cile che nasce dalla confluenza di due fiumi affluenti minori a 1430 metri sul livello del mare nelle Ande. Rispettivamente il fiume Juncal, proveniente da est, e il fiume Blanco, da sud-est. Il fiume Aconcagua scorre verso ovest attraverso l'ampia valle dell'Aconcagua e sfocia nell'Oceano Pacifico vicino alla città di Concon, 20 km a nord di Valparaíso.
Il fiume ha un corso di circa 142 km e le sue acque provvedono all'irrigazione della più ampia parte delle province cilene di San Felipe de Aconcagua e Los Andes, essendo la risorsa economica più importante di quelle province. Durante il suo corso, il fiume Aconcagua riceve contributi da molti altri fiumi e paludi, raggiungendo un flusso medio di 39 metri cubi al secondo.
La valle dell'Aconcagua era utilizzata come tracciato della Ferrovia transandina sul lato cileno.  Il fiume scorre lungo la Chile Route 5 da Llaillay a La Calera. Per gran parte della sua lunghezza, segue le carreggiate separate della Chile Route 60.
Anche se porta lo stesso nome, il fiume Aconcagua non sorge dalle pendici del monte Aconcagua, il quale si trova interamente in Argentina, a circa 20 km dal luogo in cui nasce il fiume, in territorio cileno.

## Affluenti
- Colorado
- Estero Pocuro
- Putaendo
- Estero Quilpué
- Estero Catemu
- Estero Los Loros
- Estero Los Litres
- Estero Limache